# Валдемарс, Кришьянис
Кришьянис Валдемарс (латыш. Krišjānis Valdemārs, также Кристиан Валдемар, Волдемар, Христиан Мартынович Валдемар; 2 декабря 1825, Валдгальская волость — 25 ноября [7 декабря] 1891, Москва) — писатель, фольклорист и просветитель, духовный лидер движения младолатышей и латышского национального возрождения.

## Биография
Родился 2 декабря 1825 года в усадьбе «Вецъюнкури» Арлавской волости Талсинского уезда (теперь Валдгалская волость, Талсинский край) в зажиточной крестьянской семье. Его отец Мартиньш Валдемарс был хозяином усадьбы, а позже стал помощником священника в Арлаве. Вместе с женой Марией Мартиньш произвёл на свет десятерых детей, 7 из которых умерли в детстве, не дожив и до 15 лет. Старший брат Кришьяниса, Иоганн Генрих (Indriķis) Валдемар (1819—1880) — онемечившийся историк и архивист, сестра Мария Мединская-Валдемаре (1830—1887) — писательница.
Кришьянис научился читать в пять лет. Окончив школу в Лубэзере (1840), он работал в школе Сасмаки (ныне Валдемарпилс) учителем, затем помощником писаря в Рундале, затем писарем в Лиелберстеле и Эдоле, где организовал первый кружок сельской интеллигенции «Baltijas jūras izsmelšanas biedrība» («Общество истощения Балтийского моря») и первую латышскую публичную библиотеку.
При поддержке генерал-губернатора Лифляндской губернии А. А. Суворова в 24 года поступил как вольнослушатель в высшую школу Лиепайского уезда и окончил её в 1854 году. Во время учёбы выпустил книгу «300 stāsti, smieklu stāstiņi un mīklas..» («300 рассказов, юморесок и загадок», 1853); в предисловии к ней «Vārdi par grāmatām» («Слова о книгах») упомянута цель — поднимать самосознание крестьян, подталкивать их к чтению книг и развитию ума. В книге опубликованы стихотворения и проза самого К.Валдемарса. Сохранилась также написанная им в 1854 году по-немецки поэма «Natur und Mensch» («Природа и человек», опубликована в сборнике «Daiļliteratūra latviešu grāmatniecībā» («Художественная литература в латышском книгоиздании») в серии «Bibliotēku zinātnes aspekti» — «Аспекты библиотечной науки», 1991). Фрагмент «Das Gewitter» («Гроза») с подписью C.W-r опубликован в сборнике «Museenalmanach der Ostseeprovinzen Russlands» (1856), на латышском языке — в журнале «Burtnieks», 1933, № 11.
В 1854 году Валдемарс поступил в Дерптский университет на историко-философский факультет, на котором в то время изучалось коммерческое дело. В 1857 году стал одним из основателей студенческой корпорации Fraternitas Academica Dorpatensis. В университете организовал кружок, целью которого было свободное развитие латышского языка и культуры, позже развившийся в движение младолатышей. Публиковал статьи о необходимости собирать латышский фольклор и основывать морские школы для латышей и эстонцев («О привлечении латышей и эстонцев к мореходству» — «Uber die Heranziehung der Letten und Esten zum Seewesen», 1857).
Занимаясь изучением морского дела, привлек внимание российского правительства и получил приглашение работать в Санкт-Петербурге, став сотрудником газеты Российской Академии наук «St. Petersburgische Zeitung» и чиновником Министерства финансов. Своей работой он заслужил уважение великого князя Константина Николаевича (сына императора Николая I, адмирал-генерала флота и министра морских дел). В 1860 и 1861 годах по поручению великого князя он объехал побережье Балтийского моря и подал правительству предложения о развитии мореходства на Балтике. К 1860 году относится программное письмо К.Валдемара Константину Николаевичу на эту тему, в котором он утверждал: «Эта земля самой природой создана для того, чтобы в будущем в больших объемах обеспечивать морскую торговлю России». При непосредственном участии Валдемарса начиная с 1864 года было создано одиннадцать мореходных училищ (десять из них на территории современной Латвии, одиннадцатое — в Паланге), первой из них была Морская школа в Айнажи.
В 1862 году в Лейпциге опубликовал анонимную брошюру «Положение балтийских, особенно лифляндских крестьян» («Baltische, namentlich livlandische Bauernzustande»), где высоко оценил труды Г.Меркеля и обратил внимание на бесправное положение крестьян.
С 1862 по 1865 годы вместе с другими членами движения младолатышей, в том числе Кришьянисом Бароном, издавал газету на латышском языке «Петербургас авизес» («Петербургские газеты»). Призывал развивать образование на латышском языке, собирать и обрабатывать фольклор, призывал укреплять национальное самосознание, учиться самостоятельному хозяйствованию. В своих статьях высмеивал заискивание перед немцами («Стыдливые латыши», «Вой косы», обе в 1862).
Уже в первый год работы газеты она приобрела большую популярность и 4 тысячи подписчиков, обогнав ранее существовавшие Latviešu Avīzes и Mājas Viesis. Однако немецким баронам это не нравилось, поэтому Валдемарс был вынужден постоянно опровергать их жалобы на вредоносный характер своего издания. В начале 1865 года он пишет начальнику штаба жандармерии Н.Мезенцеву, что его газета «самая осторожная во всей России», однако, несмотря на это, подвергается жесточайшей цензуре и редактору пришлось защищаться уже по 10-15 жалобам, авторам которых интеллигентная латышская газета кажется унижающей и заслуживающей всяческой борьбы.
В 1865 году против К.Валдемарса было начато уголовное преследование по так называемому Новгородскому делу: он предложил латышам скупать земли вокруг Новгорода, поскольку они не могли сделать этого в Прибалтике, однако идея провалилась. В результате Валдемарс потерял все сбережения и карьерные возможности, его имущество было арестовано и выставлено на торги. Чтобы скрыться от кредиторов, он переселился в 1867 г. из Петербурга в Москву, которая с этого момента стала привлекать латышскую молодёжь, отправлявшуюся в древнюю столицу России именно «к Валдемарсу».
Поначалу Валдемарс сильно нуждался, подрабатывая журналистикой в газете М. Каткова «Московские ведомости». Он даже  поселился в здании редакции газеты на Страстном бульваре. Он был фактическим редактором выходившей на немецком языке «Moskauer Deutsche Zeitung» (1870-71).
В Москве Валдемарс сблизился со славянофилами, писал статьи об экономике, торговом флоте, по морскому делу и образованию. Издал сборник статей «Vaterlandisches und Gemeinnutziges» («Отечественное и всеобщее» (1-2; 1871, на немецком; на латышском в 2 томах в 1937 году).
Под руководством Кр. Валдемарса в 1872 году был подготовлен к печати «Русско-латышско-немецкий словарь», в составлении которого приняли участие Ф.Бривземниекс, А.Спагис, И.Лаубе. В 1879 году издан также «Латышско-русско-немецкий» словарь, а в 1890-м — сокращенный и отредактированный «Русско-латышский словарь» с именем Кр. Валдемарса на титульном листе.
По инициативе Валдемарса Фрицис Бривземниекс начал организовывать в Москве Латышские чтения, которые переросли в академическое объединение «Austrums». С начала 1885 г. начал выходить его литературный и научно-популярный журнал «Austrums». До 1887 года он значился университетским периодическим изданием, печатался в университетской типографии, а его главным редактором был младший соратник Валдемарса — лектор немецкого языка университета Екаб Велме. Официальным адресом редакции значилась квартира Велме в 4-м Сыромятническом переулке недалеко от Курского вокзала, за Садовым кольцом.
С 1871 г. и до смерти в декабре 1891 г. Валдемарс жил в доме Сытина на ул. Мясницкой, 22, во флигеле, выходившем одним фасадом на Кривоколенный переулок. Почти двадцать лет квартира Валдемарса была и своеобразной «штаб-квартирой» Императорского Общества содействию русскому торговому мореходству, сыгравшего огромную роль в развитии торгового флота и мореходного образования в России. К.Валдемарс был инициатором и бессменным (1873—1891 г.г.) секретарем-делопроизводителем Общества. В его правление входил и Ф. Бривземниекс.
В 1873 году по предложению Валдемарса было создано первое в России морское товарищество.
Умер Валдемарс в Москве, похоронен на Большом кладбище в Риге.

## Семья
18 февраля 1864 года Кришьянис Валдемарс женился на дочери рижского торговца из балтийских немцев, писательнице Луизе Иоханне фон Рамм (1841—1914). Своих детей у них не было, они взяли трёх приёмных: латышку  Анну (урожденную Стиге), англичанок Эстер и Фрэнсис (урожденные Кларк). Aнна умерла в возрасте 9 лет, Эстер в 1893 году, Фрэнсис (после замужества Эртлинг) выехала в Германию в 1939 году.

## Память
- Во время первой Латвийской Республики (до 1940 г.) в состав флота входил ледокол «Кришьянис Валдемарс». После включения Латвии в Советский Союз, в 1940 г. включён в состав ВМФ СССР. Погиб 28 августа 1941 г. во время Таллинского перехода кораблей Балтфлота в Кронштадт.
- В Риге есть улица Кришьяня Валдемара; одноимённые улицы есть и в других городах Латвии.
- С 20 мая 1986 года по 27 октября 1989 года дамба AB называлась дамбой Кришьяниса Валдемара[9].
- На мысе Колка установлены деревянные столбы с фото, краткой биографией  Валдемарса и картой Латвийского побережья с указанием мореходных училищ, основанных Морским министерством Российской империи по предложению Кришьяниса Валдемарса, поданному на имя великого князя Константина Николаевича[6].
- В 1926 году в честь столетия со дня рождения Валдемарса город Сасмака, в котором он какое-то время жил и работал, был переименован в его честь и по сей день называется Валдемарпилс.
- В 2000 году в Вентспилсе на променаде улицы Остас (Портовой), на берегу портового канала, установлен бронзовый памятник К. Валдемарсу работы художника Миервалдиса Полиса. Он отлит в Германии и представляет собой фигуру в полный рост, сидящую на скамейке и устремленную взглядом к морю[10].
- В 2001 году была выпущена почтовая марка Латвии, посвященная Кришьянису Валдемарсу.
- В марте 2006 года Банк Латвии выпустил однолатовую серебряную монету «Кришьянис Валдемарс», при изготовлении которой была применена уникальная технология, разработанная Королевским монетным двором Нидерландов — вчеканенное в монету фотоизображение. Монета выпущена тиражом 5000 экземпляров[11].

- Почтовая марка Латвии, 2001 год